# Sjerkovača
Sjerkovača je kopovsko jezero u BiH. Nalazi se na đurđevičkom ugljenskom bazenu.

## Zemljopisni položaj
Nalazi se na južnoj granici Površinskog kopa Višća II pored naselja Gornje Višće.

## Povijest
Nastalo je 1982. godine. Nastalo je nasipanjem jalovinskog materijala i pregrađivanjem potočića Sjerkovače

## Hidrološke osobine
Zbog pregrađivanja potočića Sjerkovače slivno područje tog potoka je ispunjeno vodom a jezero je nepravilna oblika. Usprkos nasipanju i pregrađivanju još uvijek se prirodno opskrbljuje vodom iz manjih površinskih tokova. Vodostaj dosta varira tijekom godine i ljeti se snizi do 1,5 metara. Jezero gubi vodu poniranjem kroz nasip na sjevernoj strani. Jezero je dugo približno 514 metara u najdužem dijelu pravcem sjever - jug, a najveću širinu 276 metara u pravcu jugozapad - sjeveroistok. Najviša točka jezera je na 318 metara nadmorske visine, a najdonja na 297,5 metra nadmorske visine. Površine je 1,38 hektara.

## Geološke osobine
Geološka podloga su laporci i serpentiniti. Obale su nagiba 30°. Sa sjeverne je strane nasip i lokalni put. S južne su strane rekultivirane površine i okolna naselja.

## Flora i fauna
Okružuju ga korovske zajednice opisane u Kamberović, J. & Barudanović, S. (2012): Algae and macrophytes of mine pit lakes in the wider area of Tuzla,  Bosnia and Herzegovina. Natura Croatica.  Vol.  21,  No 1: p.101-118.
U priobalju je obraslo tercijernom vegetacijom, a sa zapada na nju se nastavlja primarna vegetacija hrastovo-grabovih šuma. 
U jezeru su istraživan saprobiološki perifitonske zajednice algi i po tim saprobiološkim istraživanjima je betamezosaprobna statusa kakvoće (II klasa).
Voda je druge klase kvalitete. Prisutne su bakterije fekalne kontaminacije, Escherichia coli, Streptococcus faecalis, Citrobacter sp., Klebsiella sp., Enterobacter sp.